# Caricole

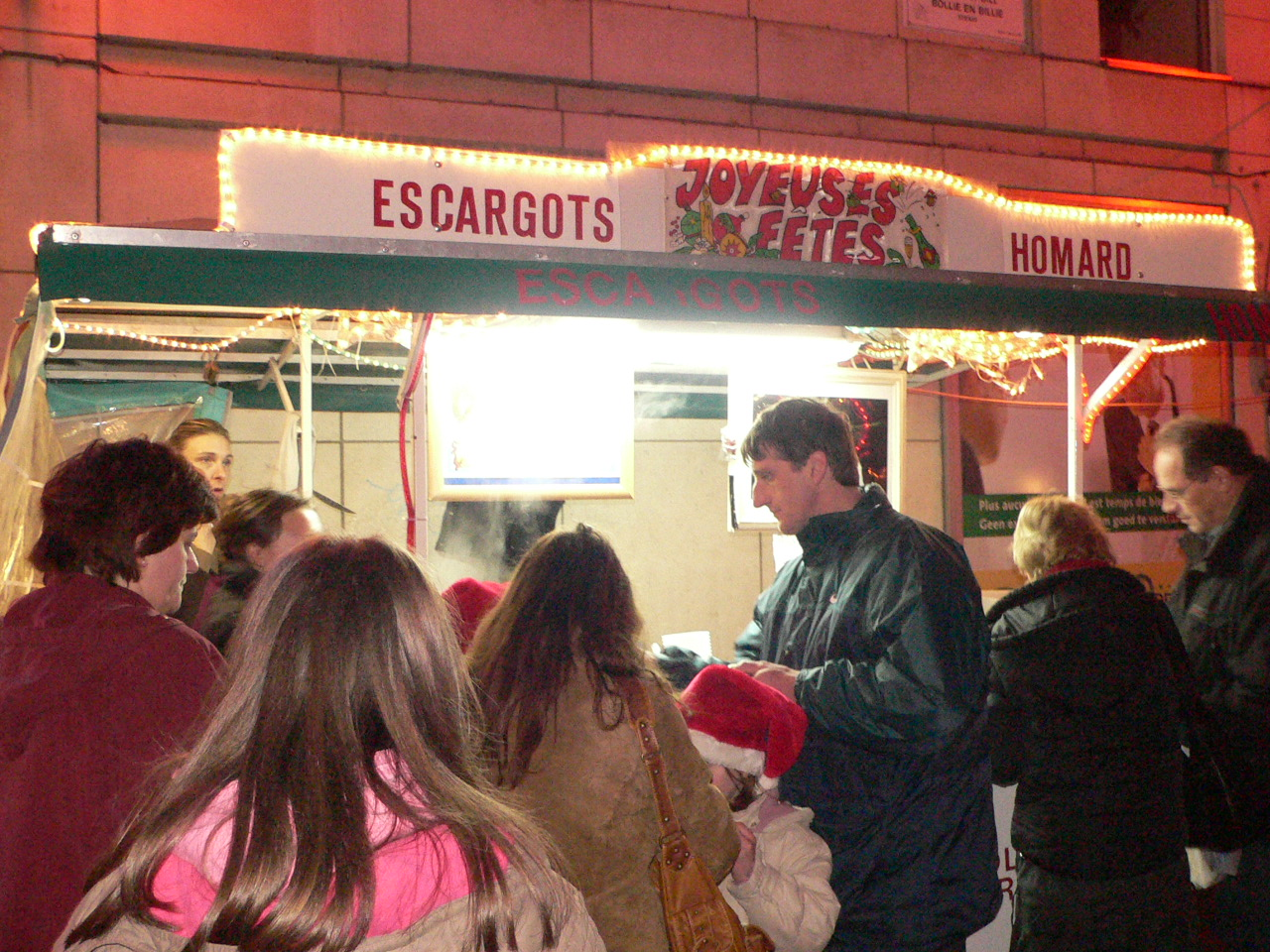
Échoppe de marchand de bulots.

Caricole (du brabançon karikol, karrekol, karakol, etc.) est le nom sous lequel le bigorneau est vendu par des commerçants ambulants de Bruxelles. La caricole fait partie intégrante d'une certaine image de Bruxelles. Certains commerçants appellent parfois « caricole » également le bulot  mais la dénomination de « caricole » concernant ce dernier est beaucoup plus tardive et pas traditionnelle.
On trouve aussi chez ces marchands ambulants d'autres produits marins tels que des moules crues à la sauce piquante, des escargots cuits dans un bouillon relevé (appelés, en bruxellois, chenuesekluete, autrement dit « testicules de Chinois »),  des poissons séchés (généralement des plies, scholle en bruxellois), des crabes, des crevettes et des langoustines.
La tradition de consommation des caricoles et autres produits marins remonte à l’époque où Bruxelles est devenu port de mer, au milieu du XVIe siècle, à la suite du percement du canal de Willebroeck qui relie la ville au Rupel. Les marchands ambulants de produits de la mer se développèrent alors que les premiers bateaux accostaient dans les nouveaux bassins du port de Bruxelles. La tradition se perpétue encore au XXIe siècle où rares sont les fêtes et marchés sans au moins une charrette de marchand de caricoles, sur laquelle on peut apercevoir la casserole en émail, un céleri émergeant du jus aromatisé et poivré dans lequel cuisent les escargots.
Il existe à Bruxelles une confrérie appelée Ordre de la caricole.
En 2020 a été inauguré un nouveau quartier à Bruxelles sur l’ancien site industriel Tour et Taxis. Vingt-huit nouvelles voies vont être baptisées (d’après 1397 propositions) dont le « passage de la Caricole ».